# Vibeke Thordal-Christensen
Vibeke Thordal-Christensen (født 7. august 1963) er en dansk skuespiller.

## Filmografi
- Kun en pige (1995)
- Bertram & Co. (2002)

### Tv-serier
- Alletiders Nisse (tv-julekalender, 1995)